# ルイ・クープラン

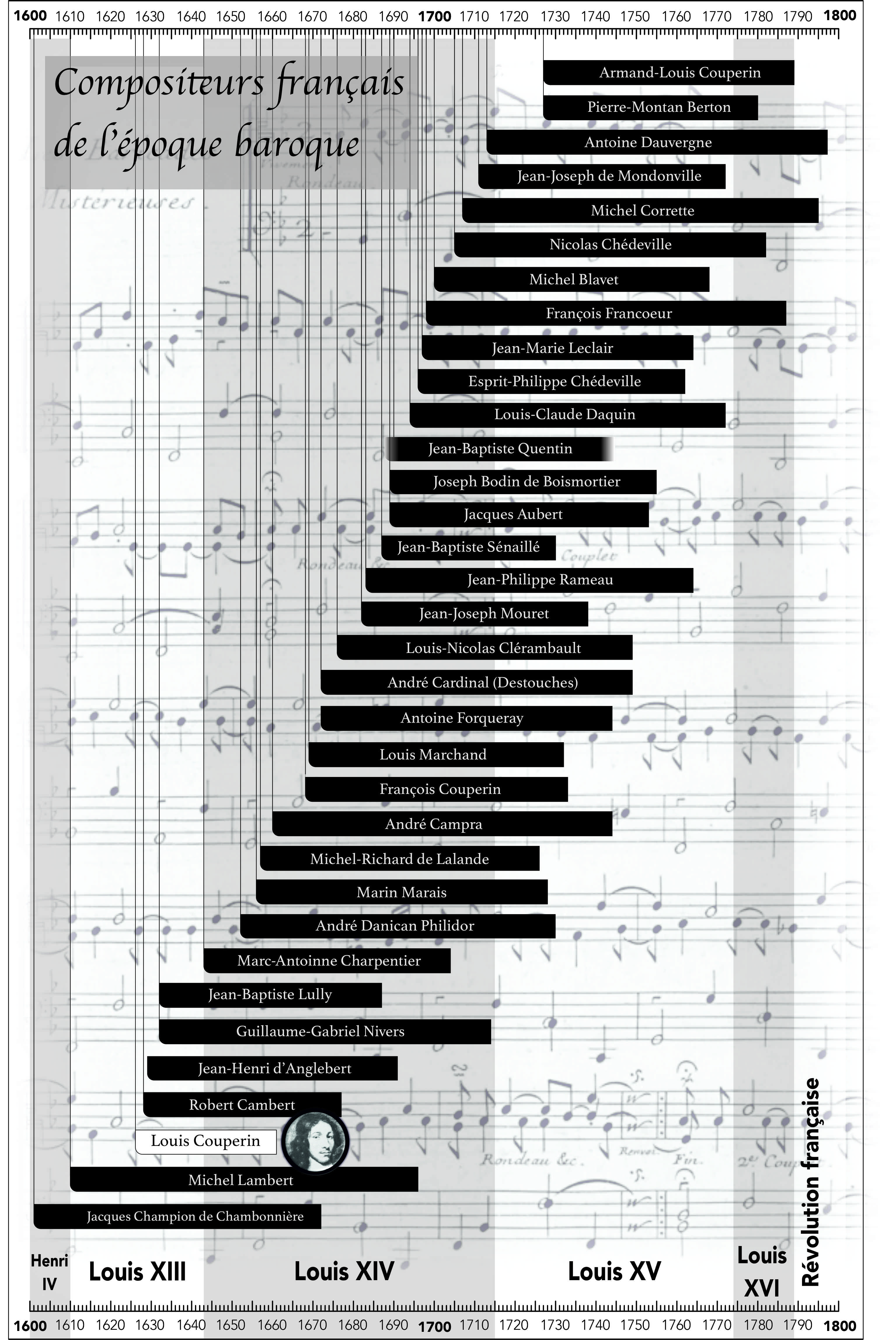
ルイ・クープラン（下から3番目）

ルイ・クープラン（Louis Couperin, 1626年頃 - 1661年）は、バロック時代のフランスの作曲家。クープラン一族の中では、甥の「大クープラン」ことフランソワ・クープランに次いで高名な音楽家である。23歳頃までの前半生についてはほとんど分かっていない。 

## 生涯

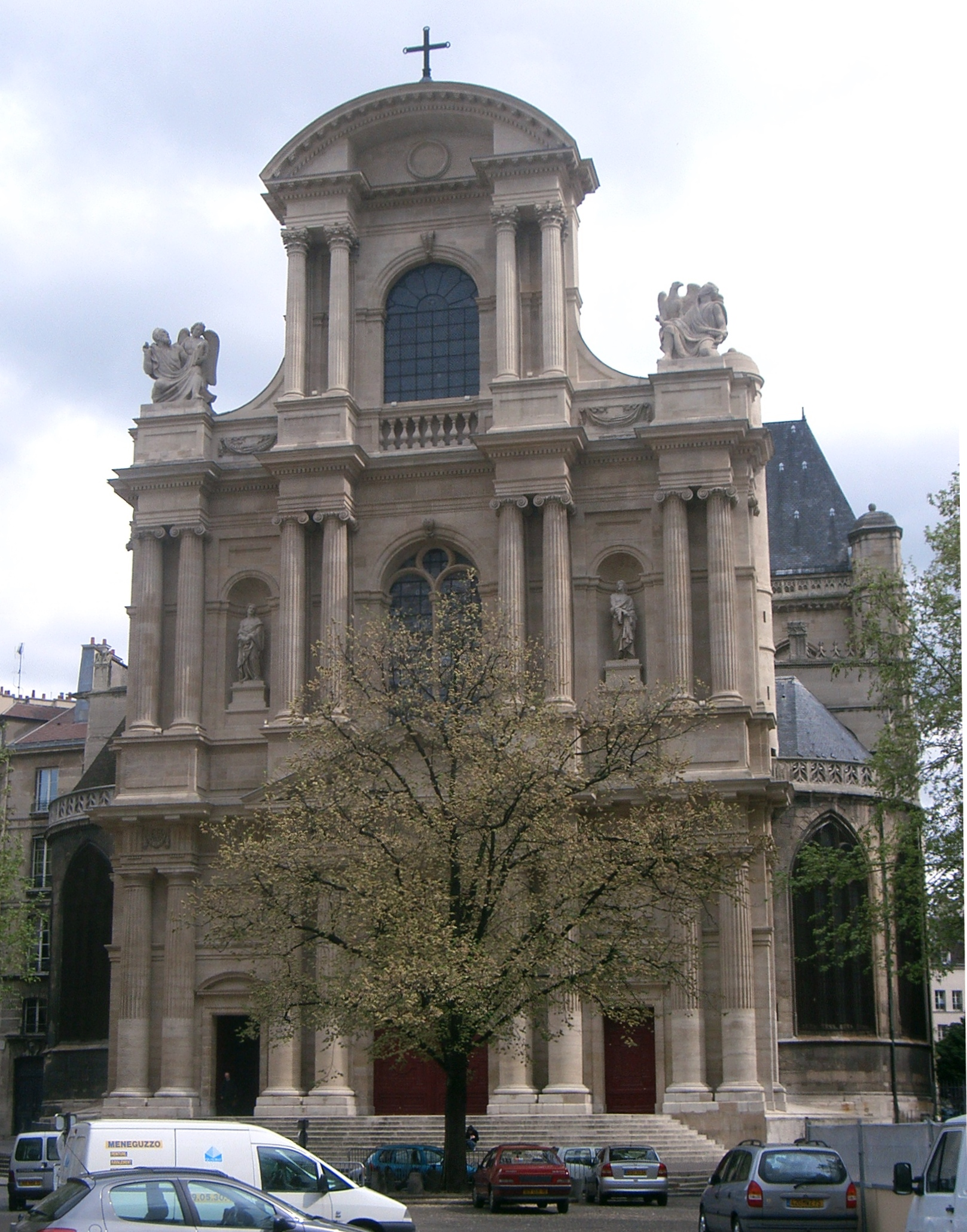
サン＝ジェルヴェ教会

ルイ・クープランの生涯に関する情報は、主にティトン・デュ・ティエの『Le Parnasse François』（1732年）の記述に依拠している。
ルイ・クープランは1626年頃、パリから南東に50kmほど離れたショーム・アン・ブリで誕生した。ショームの戸籍簿は1626年1月1日から1632年10月14日までが（1632年2月の一部を除く）欠けているので正確な出生日は不明である。彼の父であるシャルル・クープランはベネディクト会サン＝ピエール大修道院のオルガニストを務めていた。
おそらく1650年ないし51年の聖ヤコブの祝日に、ルイ・クープランは弟のフランソワとシャルル、そして何人かの友人達を伴って、ジャック・シャンピオン・ド・シャンボニエールがショームから15kmほど離れた彼の館にて祝宴を催しているところに訪れ、音楽の演奏を披露した。シャンボニエールはルイ・クープランの才能を認め、パリに来ることを勧めた。手稿譜に記された日付から1651年8月12日にはルイ・クープランはパリにいたことが分かっている。
1652年にはヨハン・ヤーコプ・フローベルガーがパリを訪れており、ルイ・クープランは彼の影響を受けたと考えられる。ルイ・クープランのプレリュードの一つには「フローベルガー氏を模して à l'imitation de Mr. Froberger」という題名が付けられている。
またフローベルガーのパリ滞在時に事故死した、リュート奏者のブランロシェ (en:Charles Fleury) を追悼して、フローベルガーとルイ・クープランは両者ともトンボーを作曲している。
1653年4月9日にルイ・クープランはパリのサン・ジェルヴェ教会のオルガニストに就任した。以後この地位はクープラン一族によって占められることになる。またルイ・クープランは宮廷楽団でドゥシュ・ド・ヴィオール奏者の役職にあったが、これは彼がシャンボニエールの占めていた宮廷クラヴサン奏者の地位を提供されたものの、恩師への忠義からそれを辞退したため、代わりに彼のために特別に設えられた役職であったと言われている。1661年8月29日、35歳でパリにて死去。

## 作品

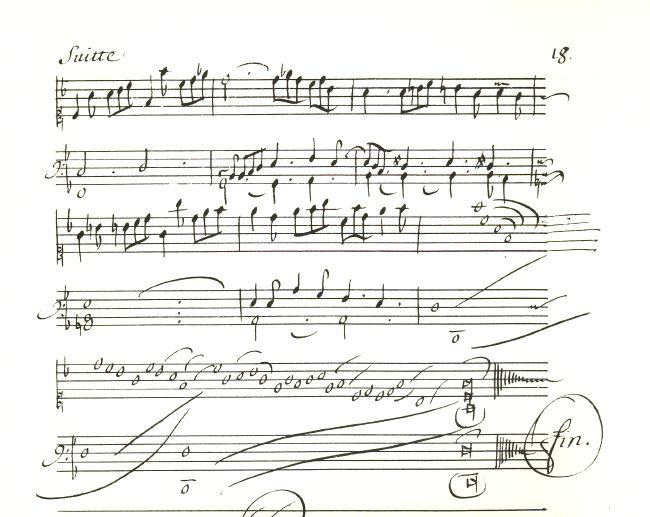
プレリュードヘ長調の終結部 (Bauyn 12)

ルイ・クープランは音楽家としての活動期間が僅か10年程ということもあり、作品を生前に出版することは無かった。現在知られている作品は、3つの手稿譜によって伝えられている。
ボーアン手稿（英語: Bauyn manuscript）は1690年頃に作成され、ルイ・クープランの作品として、122曲のクラヴサン曲、4曲のオルガン曲、5曲の合奏曲を含んでいる。
パルヴィル手稿（英語: Parville manuscript）は1670年頃に作成され、55曲のルイ・クープランのクラヴサン曲を含んでいるが、この内5曲を除いてはボーアン手稿と重複している。
1957年にギィ・オールダムが入手したオールダム手稿には、ルイ・クープランの70曲のオルガン曲（内68曲が固有）、アルマンド1、クーラント2、サラバンド1、の4曲からなるイ短調のクラヴサン組曲、4曲の5声の合奏のためのファンタジアが含まれている。また多くの作品に日付や地名が記載されていることも貴重である。しかし所有者のオールダムの意向により、その完全な公開は1995年まで遅れた。
手稿譜には作曲者のファーストネームは記されていない。オールダム手稿の公開によって明らかとなったルイ・クープランのオルガン作品は、それまで知られていたクラヴサン作品とは作風が大きく異なるため、これらの作品が同一人物の作品であることを疑問視する者もいる。

### クラヴサン作品
ルイ・クープランのクラヴサン作品の大部分は、シャンボニエールと同じく、リュート曲の伝統に基づいた舞曲作品であるが、ルイ・クープランの作品はシャンボニエールのものに比べ、より複雑で劇的な性格を持っている。クラヴサン作品の全体のほぼ3分の2はアルマンド、クーラント、サラバンド、ジーグで占められるが、その他にパッサカリアとシャコンヌが重要である。両者の区別は既に曖昧となっており、しばしばロンド形式を取る。『パヴァーヌ 嬰ヘ短調』は、その厳粛な雰囲気と特殊な調性から、サーストン・ダートはエヌモン・ゴーティエを偲んだ作品ではないかと推察している。これらの舞曲は基本的に組曲の形では残されていないが、現在演奏される場合は、適宜同じ調の作品で組曲を構成することが一般的である。
一方で、ルイ・クープランのクラヴサン作品の中で注目すべきジャンルとして、プレリュード・ノン・ムジュレが挙げられる。ルイ・クープランはクラヴサンのためのプレリュード・ノン・ムジュレを残した最初の作曲家であると見なされている。ルイ・クープランはこの非定量的なプレリュードを、時に挿入される対位法的な部分を除いては、音価の区別なく全音符のみによって記譜し、多様なスラーによって演奏の指示を与えている。

### オルガン作品
ルイ・クープランのオルガン作品は、模倣的なフーガ及びファンタジアや、聖歌を定旋律に用いた作品が主体である。これらはルネサンスの厳格な対位法による古様式と、新しいバロックの音楽語法との間の橋渡しをするものであり、音楽史的にも重要な作品群である。また一部の曲では『クロモルネによるファンタジア Fantaisie sur le Cromhorne』、『ティエルスによるフーガ Fugue sur la tierce』といったように、オルガンのレジストレーションが指定されており、これは後にフランスのオルガン音楽の特徴となるものである。